# Panará
Pour le lépidoptère, voir Panara.
Le panará est une langue de la famille des langues jê parlée au Brésil.

## Classification
Le panará est un des langues du sous-groupe des langues jê du Nord. Il est parlé par les Amérindiens Panará qui vivent dans les États brésiliens de Mato Grosso et Pará.